# Mansoor Hekmat
Mansoor Hekmat, nato Zhoobin Razani (Teheran, 4 giugno 1951 – Londra, 4 luglio 2002), è stato un filosofo, economista, politologo e rivoluzionario iraniano, di orientamento marxista operaista. Oppositore politico dell'allora regnante dinastia Pahlavi, diversi anni dopo lo scoppio della Rivoluzione Islamica del 1979 guidò il Partito Comunista Operaio dell'Iran, da lui stesso fondato, in strenua opposizione alla neo-costituitasi Repubblica Islamica dell'Iran. È stato il marito della politica Azar Majedi.

## Biografia
Nato a Teheran, si trasferisce ben presto con la famiglia a Shiraz, dove si laurea in scienze economiche presso l'Università di Shiraz. Nel 1973 si stabilisce a Londra: qui scopre il marxismo, a seguito del quale sviluppa una visione molto critica degli esistenti modelli di comunismo sovietico e cinese, oltreché del trotskismo, dei vari movimenti guerriglieri di sinistra del tempo e della socialdemocrazia, che definisce seccamente delle visioni distorte del comunismo.
Strenuo oppositore del regime dello Shah Mohammad Reza Pahlavi, nel 1978 fonda l'Unione dei Militanti Comunisti, con i quali prende parte alla rivoluzione iraniana del 1979, promuovendo tenacemente il sistema democratico-consiliarista delle shoras, organi assembleari organizzati sulla falsariga dei soviet, quale assetto politico-economico di un futuro Iran repubblicano. A seguito della deposizione dello Shah ed alla conseguente proclamazione della Repubblica Islamica, Hekmat, al contrario della maggior parte delle forze della sinistra iraniana, si rifiuta fermamente di prestare giuramento all'Ayatollah Ruhollah Khomeini. Quest'improvvisa evoluzione della scena politica del Paese lo disillude profondamente sulla reale efficacia di tattiche politiche basate sulla collaborazione strategica con le forze liberal-borghesi, seppur nominalmente di sinistra, che lo porta dunque ad asserire l'imperativo di scardinare «il mito di una borghesia nazionale progressista».
La forte repressione governativa che ne seguì lo costrinse suo malgrado ad andare in esilio nel Kurdistan iracheno, assieme alla sua Unione dei Militanti Comunisti, nel 1981. In Iraq, con l'effettivo dell'Unione gradualmente smantellato dal regime ba'thista, scelse giocoforza di unirla con un'organizzazione maoista originaria del Kurdistan iraniano, il Komalah, anch'esso in esilio nel Paese. Dalla fusione dei due gruppi nacque il Partito Comunista dell'Iran.
Nel 1991, però, Hekmat ed altri esponenti della frazione operaista seguace delle sue tesi, e per questo denominata Hekmatista, lasciarono il partito per fondare il Partito Comunista Operaio dell'Iran. Contemporaneamente, contribuì alla formazione, da parte di alcuni suoi sostenitori iracheni, del Partito Comunista Operaio dell'Iraq.
Mansoor Hekmat muore di cancro a Londra, all'età di 51 anni. Oggi riposa nell'Highgate Cemetery, a pochi metri di distanza dalla tomba di Karl Marx. Fu  Vegetariano e diventò Vegano più avanti nella vita.

## Pensiero
Hekmat è stato da sempre un convinto assertore del cosiddetto "ritorno a Marx", ovvero l'idea che la classe operaia stessa fosse l'agente politico egemone per il perseguimento del comunismo, sostenendo dunque che essa avrebbe dovuto, una volta acquisita la propria coscienza di classe, insorgere in una vasta rivoluzione socio-economica e che, senza alcun tipo d'intermediazione politica o con l'esigenza di stringere patti od alleanze con settori sociali non-proletari (in questo, dunque, rientrano anche i contadini), dovesse a questo fine istituire come necessaria fase intermedia la dittatura rivoluzionaria del proletariato, in accordanza, però, alla concettualizzazione propria di Marx ed Engels (ovvero una sorta di semi-Stato proletario retto da una forma di democrazia diretta). Di conseguenza, Hekmat rifiutava categoricamente le teorie leniniste dell'avanguardismo partitico e del conseguente centralismo democratico, asserendo in base a ciò che né l'Unione Sovietica, la Repubblica Popolare Cinese o qualunque altro stato che si rifacesse direttamente a loro sarebbero mai stati veri paesi socialisti, sostenendo di contro un approccio "dal basso", che favorisse un tipo d'organizzazione politico-economica marcatamente consiliarista.